# Psyllaephagus arenarius
Psyllaephagus arenarius är en stekelart som beskrevs av Trjapitzin 1967. Psyllaephagus arenarius ingår i släktet Psyllaephagus och familjen sköldlussteklar. Inga underarter finns listade i Catalogue of Life.